# Mistrovství Československa v krasobruslení 1980
Mistrovství Československa v krasobruslení 1980 se konalo 4. ledna až 6. ledna 1980 v Karviné.

## Medaile
| Kategorie      | Zlato                               | Zlato       | Stříbro                  | Stříbro     | Bronz                      | Bronz       |
| Muži           | Jozef Sabovčík                      | 10 - 140,12 | Miroslav Šoška           | 11 - 139,62 | Josef Šenk                 | 21 - 135,54 |
| Ženy           | Renata Baierová                     | 7 - 139,50  | Barbora Knotková         | 19 - 128,28 | Hana Veselá                | 21 - 129,50 |
| Sportovní páry | Ingrid Spieglová Alan Spiegl        | 7 - 104,52  | D. Kostková Jozef Komár  | 14 - 96,34  | Ingrid Ženatá René Novotný | 22 - 93,66  |
| Taneční páry   | Liliana Řeháková Stanislav Drastich | 7 - 153,56  | Anna Pisánská Jiří Musil | 16 - 141,28 | Jindra Holá Karol Foltán   | 19 - 140,54 |

- čísla udávají celkové hodnocení, první za přednes a druhá počet bodů